# Vario LF2
VarioLF2 — чешский частично низкопольный, сочленённый двухсекционный трамвай. Он был разработан компаниями Pragoimex, Krnovské opravny a strojírny и VKV Praha, которые составляют группу Alianci TW Team. Поскольку Vario LF2 является уже третьим представителем серии частично низкопольных вагонов с поворотными тележками (после стандартного типа Vario LF и трехсекционного VarioLF3), он, как и предыдущие типы, именуется любителями трамваев «dvojwana» (двухэлементный «wana»-VarioLF).

## Конструкция
Конструктивно LF2 основан на предыдущих моделях LF и LF3. Это односторонний шестиосный моторный трамвайный вагон, который конкурирует по мощности с вагонами Škoda 03T и заменяет устаревшие трамваи Tatra K2. VarioLF2 состоит из двух частей, которые соединены между собой шарниром. В правой боковой стенке расположены четыре двухстворчатые откидные двери (Острава) или четырехстворчатые складные двери (Брно) для пассажиров. Последняя дверь ведёт в верхнюю часть вагона. Низкопольная секция, высотой 350 мм над верхней частью рельса, расположена в пространстве за двумя средними дверями и, таким образом, составляет 43 % от общей площади трамвая. В стыке (над средней тележкой) пол находится на 860 мм выше верхней части рельса, то есть так же высоко, как и в крайних частях трамвая.
VarioLF2 оснащен асинхронным электрическим двигателем TV Europulse (расположенным на крыше) фирмы Cegelec, подвеской поворотного шасси Komfort и полупантографом. Дизайн трамвая был создан Франтишеком Пеликаном (František Pelikán).
Трамваи VarioLF2 поставляются в виде новых вагонов (обозначение VarioLF2.E), или как реконструкция старых трамваев типа К2 с использованием нового шасси (обозначение VarioLF2R.E, VarioLF2R.S).

## Эксплуатация
Трамваи VarioLF2 поставляются с 2007 года.
| Страна | Город   | Трамвайная система | Тип         | Год поставки | Количество единиц | Номера вагонов | Источник |
| ------ | ------- | ------------------ | ----------- | ------------ | ----------------- | -------------- | -------- |
| Чехия  | Брно    | Трамвай в Брно     | VarioLF2R.E | 2008-2018    | 32                | см. ниже       | [ 3 ]    |
| Чехия  | Острава | Остравский трамвай | VarioLF2.E  | 2007         | 1                 | 1401           | [ 4 ]    |
| Чехия  | Острава | Остравский трамвай | VarioLF2R.S | 2013-2014    | 2                 | 1402, 1403     | [ 5 ]    |

Номера вагонов:
- Брно: 1069, 1072, 1078, 1082—1084, 1088, 1090, 1092—1094, 1096, 1098—1103, 1106, 1108—1110, 1112, 1114, 1117, 1120, 1126—1128, 1130—1132